# Abolboda
Abolboda, rod jednosupnica iz porodice Xyridaceae kojem pripada dvadesetak vrsta iz Južne Amerike i otoka Trinidad.

## Vrste
1. Abolboda abbreviata Malme
2. Abolboda acaulis Maguire
3. Abolboda acicularis Idrobo & L.B.Sm.
4. Abolboda americana (Aubl.) Lanj.
5. Abolboda bella Maguire
6. Abolboda ciliata Maguire & Wurdack
7. Abolboda dunstervillei Maguire ex Kral
8. Abolboda ebracteata Maguire & Wurdack
9. Abolboda egleri L.B.Sm. & Downs
10. Abolboda × glomerata Maguire
11. Abolboda grandis Griseb.
12. Abolboda granularis (Maguire) L.M.Campb. & Kral
13. Abolboda killipii Lasser
14. Abolboda linearifolia Maguire
15. Abolboda macrostachya Spruce ex Malme
16. Abolboda neblinae Maguire
17. Abolboda paniculata Maguire
18. Abolboda poarchon Seub.
19. Abolboda pulchella Bonpl.
20. Abolboda scabrida Kral
21. Abolboda sprucei Malme
22. Abolboda uniflora Maguire